# Hypopyra subpudens
Hypopyra subpudens là một loài bướm đêm trong họ Erebidae.